# A Skins szereplőinek listája
| Színész             | Szerep              | Magyar hang        |
| ------------------- | ------------------- | ------------------ |
| Aimee-Ffion Edwards | Lucy Sketch         | Nemes Takách Kata  |
| April Pearson       | Michelle Richardson | Vadász Bea         |
| Dev Patel           | Anwar Kharral       | Szvetlov Balázs    |
| Hannah Murray       | Cassie Ainsworth    | Molnár Ilona       |
| Jack O'Connell      | James Cook          | Moser Károly       |
| Joe Dempsie         | Chris Miles         | Hamvas Dániel      |
| Kathryn Prescott    | Emily Fitch         | Csuha Bori         |
| Kaya Scodelario     | Effy Stonem         | Szabó Zselyke      |
| Larissa Wilson      | Jal Fazer           | Bogdányi Titanilla |
| Lily Loveless       | Naomi Campbell      | Mezei Kitty        |
| Lisa Backwell       | Pandora Moon        | Sánta Annamária    |
| Luka Pasqualion     | Freddie Mclair      | Halasi Dániel      |
| Megan Prescott      | Katie Fitch         | Berkes Boglárka    |
| Merveille Lukeba    | Thomas Tomone       | Szokol Péter       |
| Mike Bailey         | Sid Jenkins         | Joó Gábor          |
| Mitch Hewer         | Maxxie Oliver       | Steiner Kristóf    |
| Nicholas Hoult      | Tony Stonem         | Markovits Tamás    |
| Ollie Barbieri      | JJ Jones            | Czető Roland       |

|  | Alább a cselekmény részletei következnek! |

## Első generáció (2007–2008)
- Michelle Richardson - egy középiskolás diáklány. Barátja Tony Stonem. A szülei elváltak, az anyja pedig évente cserélgeti a férjeit, akikkel Michelle rendszerint nem jön ki, mert szerinte mindegyik csak kihasználja az anyját. Legjobb barátnője Jal Fazer. Szeret divatosan és kirívóan öltözködni, és mindamellett, hogy sokat flörtöl más fiúkkal, nagyon szereti a barátját.

- Anwar Kharral - Egy muszlim srác, aki bár rendesen gyakorolja a vallását, mégis néha enged az alkohol, a dohányzás és a nők csábításának. Ez akkor válik kellemetlenné számára, mikor összeveszik a legjobb barátjával Maxxie Oliverrel szexuális irányultsága miatt, mivel Maxxie homoszexuális.

- Cassie Ainsworth - Egy anorexiás lány, akit sokan különcnek tartanak, mert nem eszik. Szerelmes Sid Jenkins-be, aki viszont Michelle-t szereti. Súlyokat aggat magára, csakhogy kiengedjék a szanatóriumból, ahol az anorexiája miatt kezelik. Kicsúszik a lába alól a talaj, és túladagolja magát, de nem hal meg, viszont újra a klinikán találja magát öngyilkossági kísérlete miatt.

- Chris Miles - Chris gyógyszerfüggő, ő a társaság talán legviccesebb tagja. Tipikus, hogy ő is a pillanatnak él. Az anyjával lakik, aki egyszer csak otthagyja az üres lakásban. Az apja pedig nem törődik vele, mert új családja van. Volt egy öccse, akit nagyon szeretett, és aki mindig mellette állt, de meghalt. Szerelmes lesz a pszichológia tanárnőjébe, aki viszonozza is a szerelmét. Viszont ördögi kör, hogy nem teljesedhet be ez az egész, mivel a tanára.

- Effy Stonem - Tony húga, aki átveri a szüleit, és titokban éjszakai életet él. Rendszerint Tony falaz neki, hogy ne bukjon le a szüleinél.

- Jal Fazer - Egy fekete lány, aki klarinétozik. Talán ő a társaság legösszeszedettebb tagja. Nincs káros szenvedélye sem, sőt ha valakinek valami nyomja a szívét, ő az aki segíteni próbál neki. Michelle a legjobb barátnője.

- Sidney Jenkins - Tony a legjobb barátja. Gyerekkora óta szerelmes Michelle-be. Ő a legkészségesebb. Mindenre rá lehet venni, és mindenhol ott van. Beceneve Sid. Az apjával él, miután az anyja elköltözött. A szülei nem becsülik meg, és nem tartják életrevalónak.

- Maxxie Oliver - Egy meleg srác, aki nagyon szeret táncolni, és eldöntötte, hogy tánciskolába akar menni, de az apja először nem engedi neki, majd beletörődik. Legjobb barátja Anwar.

- Tony Stonem - Tony 17 éves, a társaság legnépszerűbb és legsármosabb tagja, született vezéregyéniség. Sid legjobb barátja, akit viszont ezért többször ki is használ, mivel Sid mindenkivel nagyon készséges. Ezt Tony úgy hálálja meg, hogy azon van, hogy barátja minél előbb veszítse el a szüzességét.  Szeret jót nevetni, főként mások kárán. Elragadó stílusa és magabiztossága jellemzi. Általában mindenki kedveli, és a maga módján ezt viszonozza is. Barátnője szakít vele, miután látja, amint Tony viszonyt kezd Maxxie-vel. Ezután kiközösítik a barátai. Húgával, Effy-vel nagyon megértik egymást, ő az akivel Tony mindent megbeszélhet és akinek saját magát adhatja.

## Második generáció (2009–2010)
- Effy Stonem - JJ, Cook és Freddie a kegyeiért hajtanak

- Pandora Moon - Thomas naiv barátnője

- James Cook - Nagyszájú nőcsábász, Effyvel kavar

- Freddie Mclair - Effybe szerelmes, Cookkal sokat vitázik

- JJ Jones - Gyenge autizmusa van, bűvész trükkökkel próbálkozik a lányoknál, nem túl sikeresen, Cook legjobb barátja

- Emily Fitch - Katie ikertestvére, leszbikus lány, aki Naomiba szerelmes

- Katie Fitch - Igazi pláza cica, aki mindig a középpontban akar tartózkodni

- Naomi Campbell - Leszbikus

- Thomas Tomone - Dj-skedésből él meg, Afrikából költöztek Angliába egy jobb életért